# ヒマンチュラ・シグニフェール
ヒマンチュラ・シグニフェール（学名：Fluvitrygon signifer）は、アカエイ科に分類される淡水エイの一種。東南アジアに分布する。

## 分類と系統
1982年、『issue of Environmental Biology of Fishes』の中で記載された。種小名の意味は「標識をもつ」であり、独特の模様に由来する。タイプ標本はインドネシアのカプアス川の河口で採集された体盤幅29 cmの未熟な雌であった。2005年に記載されたRoughback whiprayと似ている。1999年に行われたシトクロムbを用いた系統解析により、オトメエイ、Scaly whiprayと近縁であると判明した。

## 分布と生息地
ボルネオ島のカプアス川、スマトラ島のインドラギリ川、マレー半島のペラ川、タイのチャオプラヤー川に分布する。これらの川は現在は隔離されているが、更新世は現在よりも海面が低く、全ての川が繋がっていた可能性はある。砂地を好む底魚である。

## 形態
体盤は僅かに横長の楕円形で、吻は僅かに突き出ており、前縁は鈍角。目は小さく、その後ろに大きな噴水孔がある。鼻孔の間には鼻褶があり、縁はフリル状になるか、三叉する。口は緩やかなアーチ型で、周りには溝がある。歯列は上顎が38 - 45列、下顎が37 - 46列。歯は間隔を空けて五角形に並ぶ。歯の先端は鈍い円錐だが、側面は雄では鋭く鋸歯状で、雌では鈍い。口底には4 - 5個の乳頭突起がある。
尾は体盤の約3.5倍の長さで、2本の毒棘がある。棘の後方は鞭状で、尾褶は無い。尾棘の長さは85 mmを超え、90近くの鋸歯が存在する。目から尾の付け根まで、皮歯の帯が存在する。尾の棘より後方は皮歯で覆われる。小型個体は体盤中央に大きな楕円の結節がある。体色は背面が茶色で、中央と尾の付け根に斑点があり、目と噴水孔の間には白い斑点があり、その周囲に白い線が入る。腹面と尾は白色。最大で体盤幅60 cm、全長200 cmに達する。

## 生態
ポタモトリゴン科の淡水エイとは異なり、浸透圧調節のための尿素を合成する能力を持っており、汽水域でも2週間は生存できる。実際に汽水よりも淡水のほうが酸化ストレスを経験する可能性が高く、淡水への進出が比較的最近である事に関係していると考えられる。ロレンチーニ器官は海水種よりは小さくポタモトリゴン科よりは大きい。甲殻類や水生昆虫、軟体動物などの底生生物を好む。無胎盤性の胎生で、胎仔は母親の子宮分泌液から栄養を受け取る。出生時は体盤幅10 - 12 cmで、雄は体盤幅21 - 23 cm、雌は25 - 26 cmで性成熟する。

## 人との関わり
毒棘に刺されると非常に痛み、命に関わる可能性もある。稀種であり、博物館にある標本は10個体程度である。分布域では漁業が盛んであり、稀に捕獲されると食用になったり、観賞用に販売されたりする。生息環境の悪化も起こっており、タイではダムの建設により個体群が分断された。国際自然保護連合により絶滅危惧種に指定されており、タイでは1990年代に政府によって飼育下繁殖が行われていたが、1996年には中止された。